# Cabo Altamirano
Das Cabo Altamirano ist ein Kap an der Danco-Küste des Grahamlands auf der Antarktischen Halbinsel. Es liegt am Ufer der Hughes Bay.
Wissenschaftler einer von 1973 bis 1974 durchgeführten argentinischen Antarktisexpedition nahmen Untersuchungen des Kaps vor. Namensgeber ist seit 1978 Ricardo Altamirano, der am 4. Oktober 1949 bei der Havarie des Minensuchers Fournier in der Magellanstraße verschollen ging.